# Trest smrti v Rumunsku

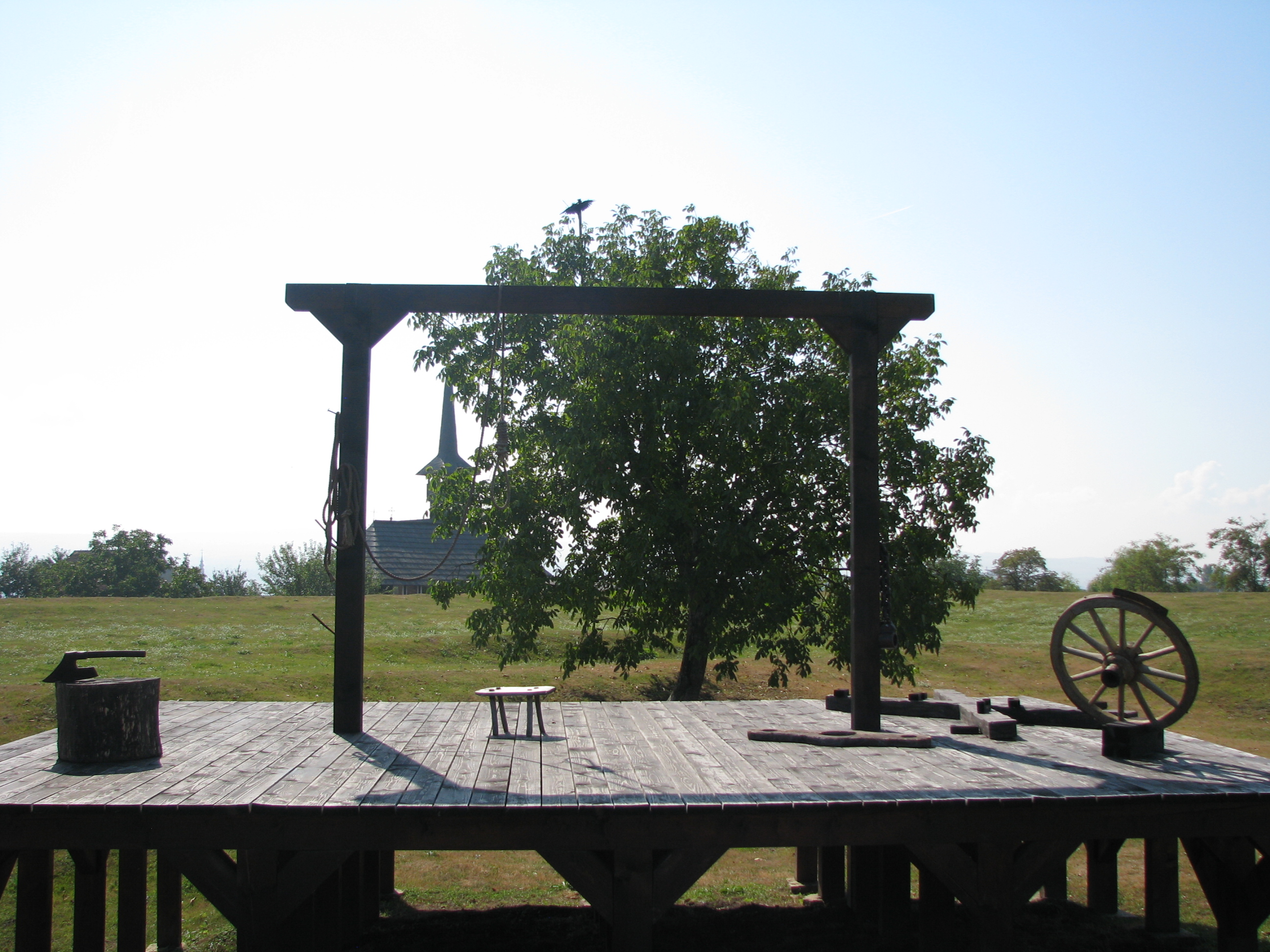
Místo, kde byli popraveni Horea a Cloşca

Trest smrti v Rumunsku byl zrušen v roce 1990 a od roku 1991 je zakázán rumunskou ústavou.

## Historie

### Nejstarší dějiny

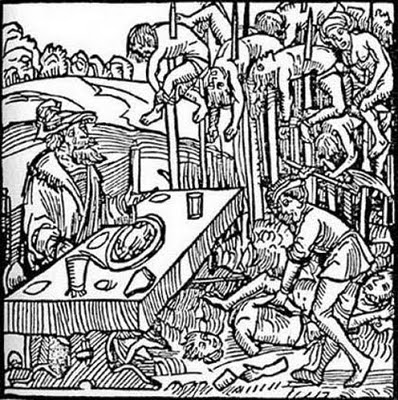
Vyobrazení Vlada Draculy s popravenými nabodnutými na kůl

Trest smrti na území moderního Rumunska má dlouhou a pestrou historii. Vlad Napichovač, který v letech 1456 až 1462 vládl na Valašsku, byl proslulý popravami tisíců lidí napichováním na kůl. Jeden z jeho nástupců, Constantine Hangerli, byl v roce 1799 uškrcen, zastřelen, pobodán a sťat Osmany. Na území Moldávie se nejstarší zmínka o popravách nachází v textu datovaném do roku 1646 do doby vlády Vasileho Lupu. Z oblasti Valašska se podobná zmínka datuje do roku 1652. Oba texty říkají, že za zvlášť závažné zločiny, jako je zrada, vražda nebo únosy žen si pachatelé zasluhují trest smrti. Milost mohl udělit pouze metropolita, pokud odsouzený buď přišel o půdu ve prospěch církve, nebo se spolu se svou rodinou stal církevním nevolníkem.
Ve valašském hlavním městě, Bukurešti, byli muži odsouzení za krádeže, padělání, zradu, pretendenti trůnu a hajduci s rozsudkem pověšeným kolem krku odváženi na vozech tažených voli z Curtea Veche podél Calea Moşilor (tehdy zvané Podul Târgului de Afară neboli Most vnějšího trhu) na příslušné tržiště. Těla oběšenců byla po dlouhou dobu ponechána na místě. Anton Maria Del Chiaro ve spisu z roku 1718 uvedl, že v každé taverně podél výše zmíněné trasy nabízely ženy odsouzencům poháry s vínem, aby se zhluboka napili a nebáli se zemřít. Pokud odsouzence doprovázela matka nebo manželka, i ony jej vybízely k pití, aby v době popravy byli opilí a nevnímali dění kolem. Popravy na veřejném tržišti zakázal Grigore IV. Ghica vládnoucí v letech 1822 až 1828.
První debaty o úplném zrušení trestu smrti proběhly v polovině 18. století. Největším podporovatelem jeho zrušení byl Constantin Mavrocordat, který několikrát vládl v Moldávii a ve Valašsku. Nárůst zločinnosti na začátku 19. století však vedl k oživení praxe trestu smrti. Na Valašsku zákon Caragea z roku 1818 stanovoval trest smrti za úkladnou vraždu, padělání peněz, zabití se zbraní a loupeže. V Moldávii zákon Callimachi z roku 1817 umožňoval pachatele odsoudit k trestu smrti za vraždu, loupež, travičství či žhářství. Vůdci valašské revoluce z roku 1848 požadovali zrušení trestu smrti a brzy vydali v tomto smyslu dekret. Vůdci moldavské revoluce v roce 1848 se na otázku trestu smrti tolik nesoustředili. Pouze Mihail Kogălniceanu ve svém návrhu ústavy prosazoval zrušení trestu smrti. Poté, co byly obě revoluce rozdrceny, vládnoucí knížata trest smrti zachovala. Je zmíněn jak ve valašském zákoníku Barbu Dimitrie Știrbei i v moldavském zákoníku Grigore Alexandru Ghicy.
Dva z vůdců povstání Horea, Cloşca a Crişan byli rakouskými císařskými úřady, pod které v té době Sedmihradsko spadalo, odsouzeni k trestu smrti a popraveni lámáním v kole v roce 1785.

### Rumunské království
Moderní rumunský stát vznikl v roce 1859 po sjednocení Dunajských knížectví. V roce 1864 byl přijat trestní zákoník, který kromě několika válečných provinění nestanovoval trest smrti za civilní zločiny. Ústava z roku 1866 inspirovaná liberálním belgickým modelem z roku 1831, potvrdila zrušení trestu smrti za mírové zločiny. Do konce 19. století trest smrti zrušilo jen šest dalších evropských zemí: Belgie, Finsko, Itálie, Lucembursko, Nizozemsko a Portugalsko.
Zrušení trestu smrti za mírové zločiny bylo opětovně potvrzeno článkem 16 ústavy z roku 1923. Rostoucí kriminalita však vyvolala posun ve prospěch trestu smrti. Nový trestní zákoník z roku 1936 zavedl trest smrti za některé zločiny. Ústava z roku 1938, která zavedla královskou diktaturu, rozšířila počet hrdelních zločinů tím, že potvrdila trest smrti za přečiny proti královské rodině, proti vysokým veřejným činitelům, za politicky motivované vraždy a za zabití při vloupání. K potvrzení těchto ústavních změn byl následně novelizován trestní zákon.
Za diktatury Iona Antonesca se trestní zákony staly ještě více represivní. Vloupání, krádeže zbraní, žhářství, pašování a několik dalších zločinů mohlo být trestáno smrtí. Během tohoto období byl trest smrti používán i jako nástroj politické represe proti některým členům rumunské komunistické strany a protiněmeckých odbojářům. Mezi popravenými v tomto období byli i rumunský chemický inženýr a komunistická aktivista Francisc Panet a rumunský komunistický aktivista a antifašista Filimon Sârbu, Podle novináře Mariuse Mirca bylo během války popraveno třicet antifašistů, z nichž byli všichni kromě tří lidí Židé.

### Komunistický režim

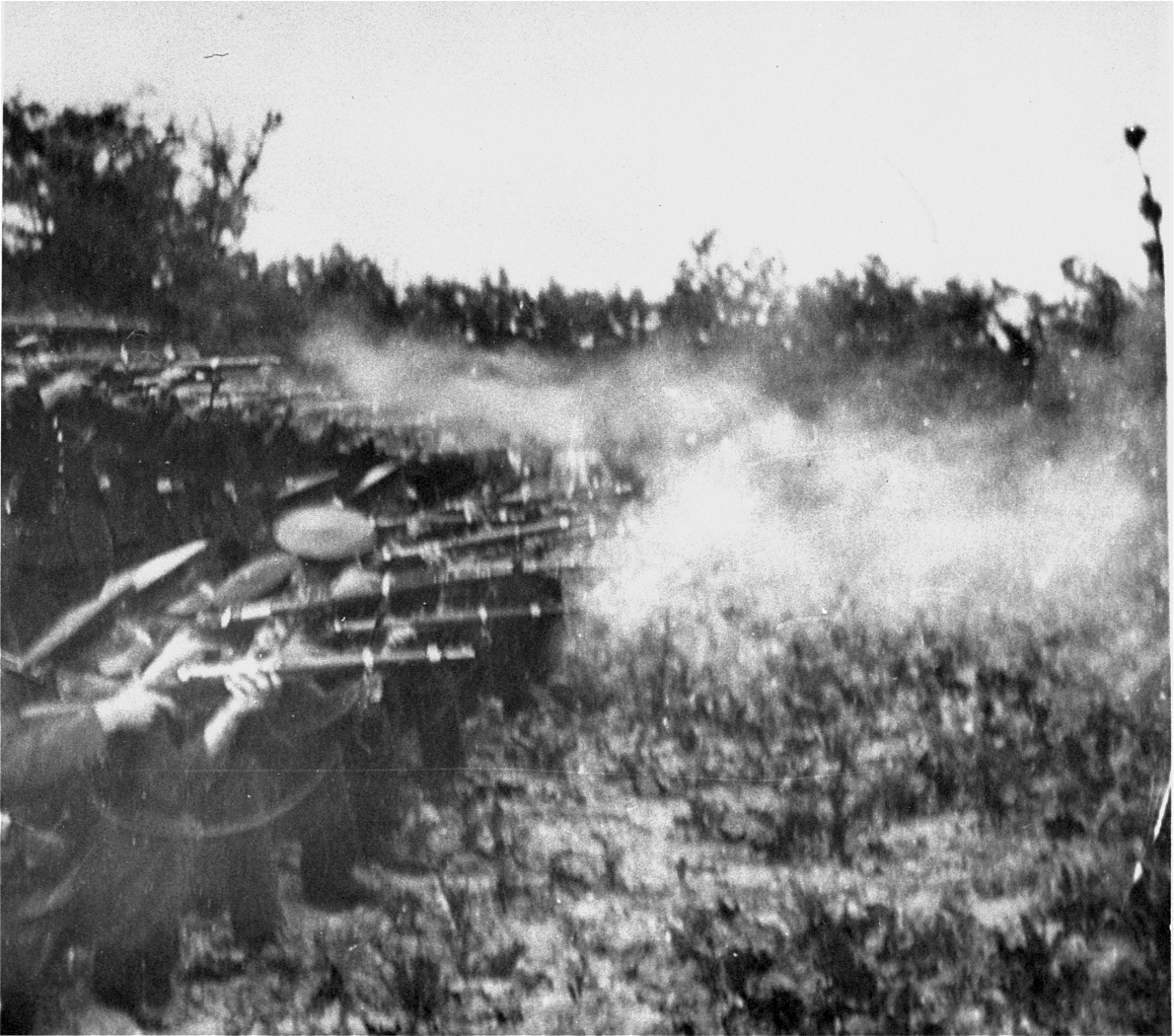
Poprava Iona Antonesca, 1946

V roce 1945 byly schváleny dva zákony zabývajícími se válečnými zločiny. Následujícího roku byl Antonescu a tři jeho spolupracovníci zastřeleni popravčí četou. Podle vojenských archivů bylo mezi lety 1949 až 1963, tedy v období které přibližně odpovídá vládě Gheorghe Gheorghiu-Deje, popraveno 260 lidí. Mezi popravenými byl i komunistický politik Lucrețiu Pătrășcanu, kriminálník a mučitel Eugen Țurcanu, příslušníci komunistické skupiny Ioanid Gang, vůdce skupiny, která se v roce 1955 zmocnila rumunského velvyslanectví ve švýcarském Bernu Oliviu Beldeanu, členové protikomunistického hnutí odporu a také protestující během maďarského povstání v roce 1956. K těmto popravám došlo v návaznosti na zákon o trestu smrti z roku 1949, který definoval delikty proti komunistickému státu a plánovanému hospodářství, za které mohl být udělen trest smrti. Zákon byl v 50. letech 20. století upraven několika vyhláškami. Byl stanoven trest smrti za některé zločiny proti státu, míru a lidskosti. Podle dekretu 202/1953 se trestem smrti trestala i rozsáhlá zpronevěra způsobující vážné škody národnímu hospodářství. V roce 1957 byl poprvé za komunistické éry do trestního zákoníku zaveden trest smrti za úkladnou vraždu.
Propaganda soustředila pozornost veřejnosti na zákonná ustanovení, nikoli na konkrétní případy. S ohledem na konkrétní odstrašující účinek poprav využíval režim trestu smrti především k likvidaci fašistů, diverzantů, zrádců či členů odbojových skupin. Soudní procesy měly poskytnout zdání zákonnosti, která měla zlepšit obraz režimu a měly také odstrašující charakter. Přestože přední právníci v roce 1956 diskutovali o trestu smrti a pokusili se jej zrušit, právní ustanovení a jeho skutečné použití se v roce 1958 ještě zpřísnilo, když stalinistický vládce Gheorghiu-Dej zahájil novou vlnu represí. Vyhláška č. 318/1958 rozšířila definici „ekonomické sabotáže“ a „chuligánství“. Následující dva roky probíhala zuřivá kampaň zaměřená proti hospodářské kriminalitě. S ní je spojeno 87 evidovaných poprav. Z nich bylo 28 lidí popraveno výhradně za zpronevěru.
Za vlády Nicolae Ceaușesca došlo v roce 1969 k reformě trestního práva. V té době platil přísný právní rámec a trest smrti byl zpolitizován. O politizaci trestu smrti svědčí jeho nedůsledné používání, závislé na různých odstrašujících kampaních šířených propagandou.
Nový trestní zákoník přijatý v roce 1969 obsahoval 28 hrdelních zločinů, včetně hospodářských a majetkových trestných činů. Tento početl byl v 70. letech 20. století výrazně snížen. Od roku 1969 do roku 1989 bylo vykonáno 98 rozsudků smrti. Mezi popravenými v tomto období byl i rumunský sériový vrah Ion Rîmaru či byznysmen Gheorghe Ștefănescu. Většina odsouzení v tomto období bylo za vraždu, ale někteří byli popraveni i za rozsáhlé rozkrádání státní majetku.
Během celé Ceaușescovy éry bylo ve věznicích Jilava a Rahova zastřeleno 104 lidí. V Jilavě byli odsouzenci při popravě vyvedeni ven před věznici, přivázáni ke sloupu a zastřeleni šesti, deseti nebo dvanácti nižšími důstojníky. V Rahově byli odsouzenci zastřeleni v podzemní místnosti. Celý proces provádění poprav byl zahalen tajemstvím. K popravám běžně docházelo několik dní po zamítnutí odvolání a zastřelení v Jilavě byli pohřbívání na vesnickém hřbitově. Trest smrti nemohl být udělen nezletilým, těhotným ženám a matkám s dětmi mladšími tří let. Jako poslední před popravou Ceaușesca a jeho ženy, byl zastřelen za vraždu v květnu 1987 Ion Pistol. Jako poslední byli na území Rumunka popraveni po rumunské revoluci Nicolae Ceaușescu a Elena Ceaușescuová. Šlo o jedinou popravu ženy v moderním Rumunsku.

### Po roce 1989
Dne 7. ledna 1990, krátce poté, co byli Nicolae Ceaușescu i se svou ženou Elenou zastřeleni, vůdci Národní fronty spásy dekretem zrušili trest smrti. Někteří Rumuni v tom však viděli způsob, jak bývalí komunisté unikli trestu smrti a požadovali jeho znovuzavedení. Na podporu obnovení trestu smrti proběhla v lednu 1990 série protestů. V reakci na to vedení naplánovalo referendum o této otázce, ale deset dní před jeho konáním bylo zrušeno. Dne 27. února 1991 Rumunsko ratifikovalo Druhý opční protokol k Mezinárodnímu paktu. Ústava ratifikovaná v prosinci téhož roku vysloveně trest smrti zakázala. Tento zákaz byl zachován i v novelizované ústavě z roku 2003. Ústava uvádí, že není povolena žádná změna, která by vedla k potlačení základních práv a svobod, což je vykládáno tak, že trest smrti nelze obnovit dokud je v platnosti tato ústava.
V roce 2000 během prezidentských voleb bylo hlavním tématem kampaně Cornelia Vadima Tudora, který skončil druhý, obnovení trestu smrti.